# نترس ۲
«نترس ۲» (انگلیسی: Dabangg ۲) فیلمی هندی در سبک اکشن به کارگردانی ارباز خان است که در سال ۲۰۱۲ منتشر شد. از بازیگران آن می‌توان به سلمان خان، سوناکشی سینها، پراکاش راج، ماهی گل، ارباز خان، وینود خانا، نیکیتین دیر، دیپاک دوبریال، کارینا کاپور اشاره کرد.
این فیلم دنباله فیلم نترس است.